# Tata Steel
Tata Steel is een Indiase staalproducent. Het bedrijf werd in 1907 opgericht door Dorabji Tata  als onderdeel van het conglomeraat Tata-groep. Het bedrijf stond voorheen bekend als TISCO (Tata Iron and Steel Company), maar gebruikt internationaal sinds de jaren tachtig de naam Tata Steel. Tata Steel is de op een na grootste private staalproducent van India, de op elf na grootste ter wereld en de op drie na grootste buiten China met een productie van 28 miljoen ton in 2020.
Ratan Tata is de voorzitter emeritus van de raad van bestuur. Het hoofdkantoor is gevestigd in Mumbai, India. In Nederland is het bedrijf algemeen bekend door het dochterbedrijf Tata Steel IJmuiden.

## Activiteiten
Tata Steel heeft vestigingen in zo’n 26 landen en verkoopt staal in meer dan vijftig landen. Wereldwijd heeft het bedrijf een productiecapaciteit van ongeveer 28,5 miljoen ton staal en 65.000 werknemers in dienst. Gemeten naar capaciteit stond het in 2020 op de twaalfde plaats van grootste staalbedrijven ter wereld.
Het heeft een gebroken boekjaar dat loopt van 1 april tot en met 31 maart. In het boekjaar tot eind maart 2021 werd een omzet gerealiseerd van ruim 18 miljard euro, waarvan zo'n zeven miljard van de voormalige Europese afdeling. India heeft een veel snellere omzetgroei laten zien in de afgelopen jaren.
De Tata Group is de belangrijkste aandeelhouder met een derde van de aandelen Tata Steel in handen. De aandelen staan genoteerd aan de Effectenbeurs van Bombay en maken deel uit van de BSE Sensex aandelenindex.

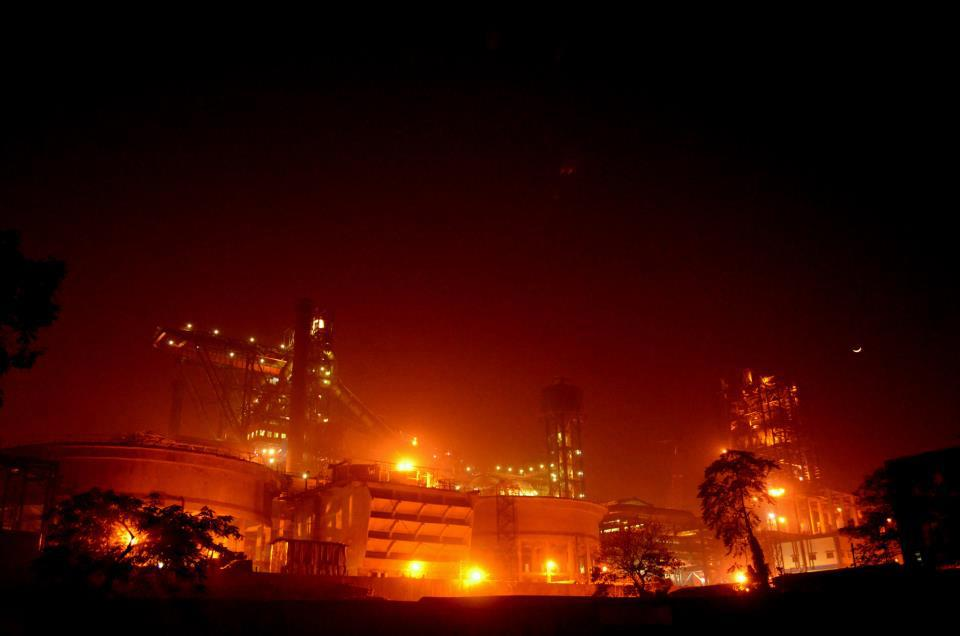
De fabriek in Jamshedpur bij nacht.

### India
In India bevinden de meeste fabrieken en mijnen zich in het oosten van het land.
Bij Jamshedpur, in de provincie Jharkhand, werd in 1912 het eerste staal gegoten. Hier staat een zeer grote fabriek met een capaciteit van elf miljoen ton staal op jaarbasis.
In Kalinganagar, Odisha, staat een nieuwe maar kleinere fabriek waar drie miljoen ton staal per jaar kan worden gemaakt. Hier liggen concrete plannen voor een uitbreiding naar acht miljoen ton.
In Dhenkanal staat een van India's grootste geïntegreerde staalfabrieken met een capaciteit van 5,6 miljoen ton per jaar.
Voor de aanvoer van grondstoffen heeft Tata eigen steenkool- en ijzerertsmijnen in India.

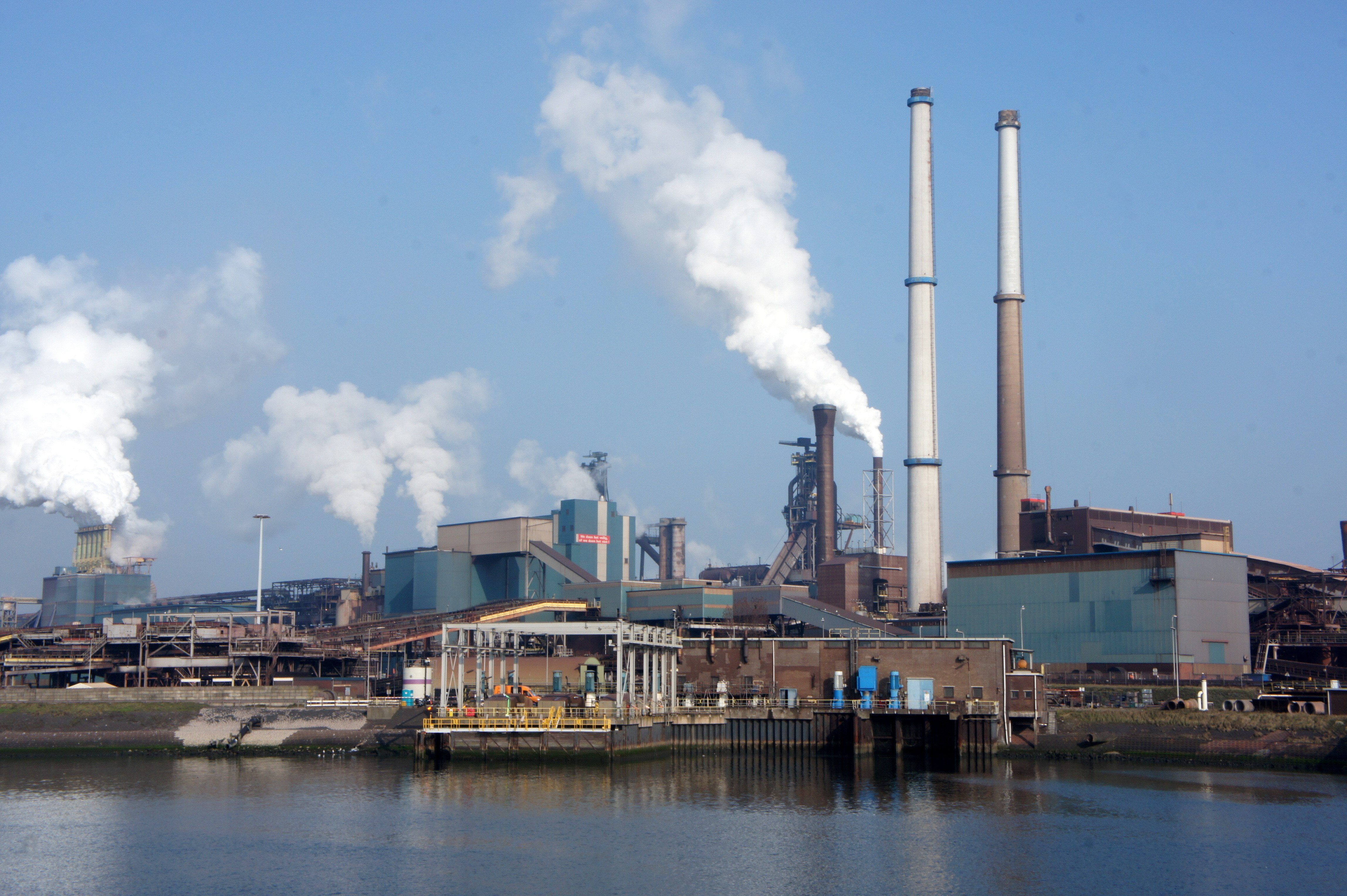
De fabriek in IJmuiden.

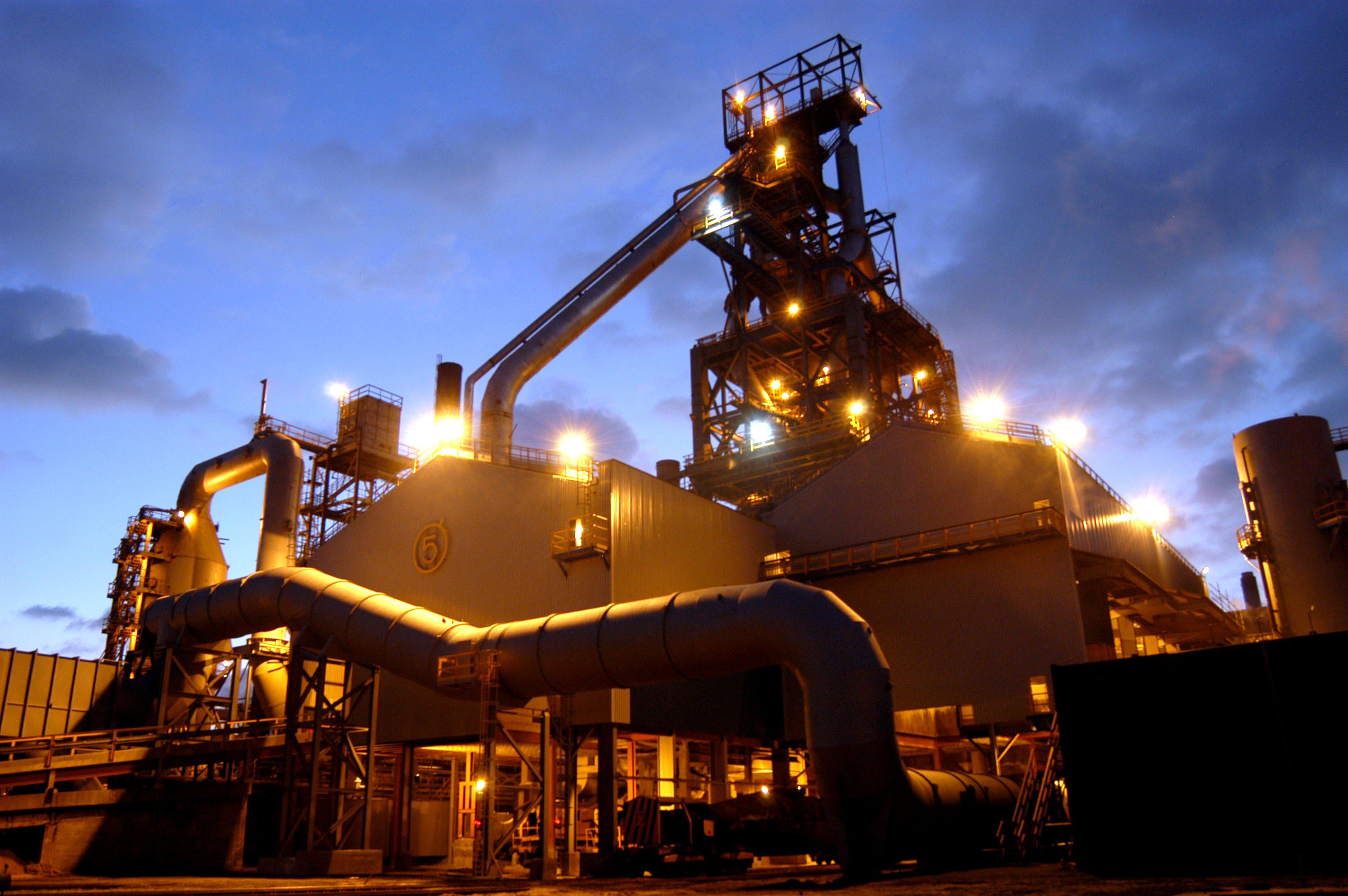
De fabriek in Port Talbot.

### Europa
In Europa had voormalig dochterbedrijf Tata Steel Europe, eerder Corus dat in 2007 werd overgenomen, een capaciteit van ruim twaalf miljoen ton staal. In 2021 werd na jaren overleg besloten dat Tata Steel Europe werd gesplitst in een Britse en een Nederlandse tak: Tata Steel UK en Tata Steel Nederland. Deze twee dochterbedrijven vallen rechtstreeks onder het Indiase moederbedrijf en Tata Steel Europe hield op te bestaan. De splitsing was een historisch moment, na 22 jaar samenwerking met de Britse tak. De Britse tak is al jaren zwaar verlieslatend en dat woog op de Nederlandse tak.
Tata Steel heeft naast deze twee takken nog kleinere vestigingen in Frankrijk, Duitsland, België, Zweden, Noorwegen, Finland en Spanje.

#### Tata Steel Nederland
De grootste vestiging van Tata Steel Nederland staat op grondgebied van de gemeentes Velsen, Beverwijk en Heemskerk (maar heeft zijn postadres in IJmuiden) met een capaciteit van iets meer dan zeven miljoen ton staal op jaarbasis.
Verder heeft Tata Steel Nederland nog vestigingen in de vorm van dochterondernemingen in IJsselstein en Geldermalsen (SAB profiel), Zwijndrecht, Oosterhout en Maastricht (Tata Steel Tubes) en nog distributiecentra in Maastricht.

#### Tata Steel UK
Verder heeft Tata Steel UK een grote vestiging in Port Talbot in Zuid-Wales.

### Zuidoost-Azië
Tata werd in 2002 actief in Zuidoost-Azië. Tata Steel Thailand werd in 2002 opgericht als holding boven N.T.S. Steel, SISCO en SCSC. In 2006 nam men een meerderheidsbelang in Thailands grootste staalproducent, Millennium Steel. De Thaise productiecapaciteit is zo'n twee miljoen ton per jaar.
In 2004 nam men de schrootstaalproductie van het Singaporese NatSteel over. De afdeling werd hernoemd tot Natsteel Asia en had een capaciteit van ruim twee miljoen ton op jaarbasis. In 2021 werd het onderdeel verkocht aan de Singaporese staal- en ijzerhandelaar Toptip.

## Trivia
- In 2001, 2005 en 2006 werd het bedrijf door World Steel Dynamics uitgeroepen tot de beste staalproducent ter wereld.[7]
- In Nederland sponsort het bedrijf het Tata Steel-toernooi in Wijk aan Zee, een internationaal schaaktoernooi dat al sinds 1938 bestaat.

- Gemeinsame Normdatei: 271119-9
- International Standard Name Identifier: 0000 0004 1766 9085
- Library of Congress Control Number: n82220749
- Bibliotheek van het Japanse parlement: 01022507
- Virtual International Authority File: 146610751